# Lance Briggs
Lance Marell Briggs (født 12. november 1980 i Sacramento, Californien, USA) er en amerikansk footballspiller, der spiller i NFL som linebacker for Chicago Bears. Han har spillet for klubben siden han kom ind i ligaen i 2003.
Briggs var en del af det Chicago Bears-hold, der i 2007 nåede frem til Super Bowl XLI. Her måtte man dog se sig besejret af Indianapolis Colts. Tre gange, i 2005, 2006 og 2007 er han blevet udtaget til Pro Bowl, NFL's All Star-kamp. 